# Prickly Pear Cays
Le Prickly Pear Cays, conosciute anche come Prickley Pear Cays, (traducibile in italiano con isole dei fichi d'india) sono due piccole isole disabitate situate circa sei miglia a nord di Road Bay, Anguilla. I due isolotti corallini sono divisi da uno stretto canale e prendono rispettivamente i nomi di Prickly Pear east e Prickly Pear west. La più occidentale delle due è composta per la maggior parte da roccia corallina e arbusti, rendendone particolarmente difficile l'accesso; mentre quella orientale è caratterizzata da una spiaggia di sabbia bianca sul lato nord.
Le due isole sono frequentate dai turisti e offrono la possibilità di osservare da vicino gli uccelli, che nidificano in abbondanza in questi luoghi, e la fauna marina. Pur essendo disabitate sul loro territorio ci sono alcuni esercizi commerciali (bar e ristoranti) gestiti da personale che quotidianamente si reca alle Prickly Pear Cays partendo dalla grande isola di Anguilla. Nel 1995 le strutture furono gravemente danneggiate dal passaggio dell'uragano Luis.
Le isole sono raggiungibili anche partendo da Saint Martin.